# Антоњинов-Колонија
Антоњинов-Колонја (пољ. Antoniów-Kolonia) је село у Пољској које се налази у војводству Лублинском у повјату Лечињском у општини Милејов.
Од 1975. до 1998. године ово насеље се налазило у Лублинском војводству.